# Dolichovespula maculata

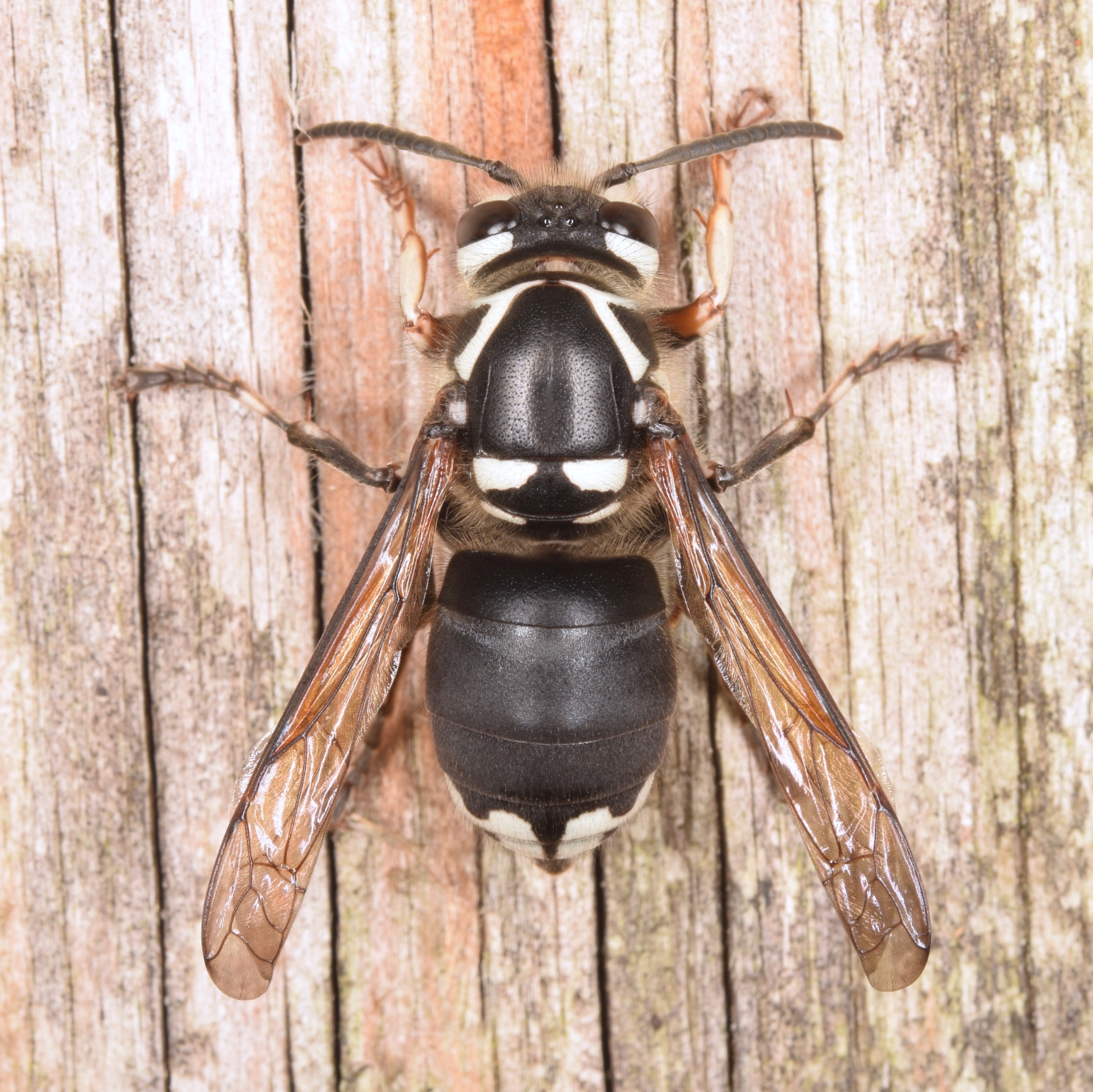
Dolichovespula maculata

Dolichovespula maculata ist eine Wespenart Nordamerikas.

## Merkmale
Es handelt sich um eine große Art, Arbeiterinnen sind länger als 15 Millimeter, Königinnen länger als 20 Millimeter; sie sind deutlich größer als z. B. Deutsche und Gemeine Wespe. Das Tier ist überwiegend schwarz gefärbt mit weißer Zeichnung. Ausgedehnt weiß gezeichnet sind Gesicht und Mandibeln und die letzten drei Tergite des Abdomens, das davorliegende Tergit trägt basal zwei kleine weiße Flecken. Rote oder gelbe Zeichnungselemente fehlen, mit Ausnahme der gelblich oder bräunlich gefärbten Unterseite der Antennengeißel. Typisch sind außerdem die lang behaarten Tibien und das unregelmäßig grob schräggestreifte Propodeum.
Die einzige andere weiß gezeichnete Langkopfwespen-Art Nordamerikas ist die nördlich in Alaska und Kanada verbreitete Dolichovespula albida. Diese ist kleiner und trägt typischerweise auf den Seiten des zweiten Hinterleibstergits beiderseits einen deutlichen roten Fleck. Dolichovespula maculata wird in Nordamerika oft mit der dort ebenfalls vorkommenden Hornisse (Vespa crabro) verwechselt, obwohl sie ganz anders aussieht. Ihr englischer Trivialname ist „bald-faced hornet“, d. h., sie wird wegen ihrer Größe als Hornisse angesehen. In den Französisch sprechenden Ländern und Regionen Nordamerikas wird sie guêpe à taches blanches genannt.

## Lebensweise
Die Art baut die für Dolichovespula-Arten typischen freihängenden Kartonnester in Bäumen und Sträuchern bis in Höhen von etwa 20 Meter, manchmal auch darüber, seltener auch an Felsüberhängen, Haus- oder Schuppenwänden und anderen menschengemachten Strukturen. Die Nester sind offen und exponiert, geschützte Stellen werden nicht bevorzugt. Die Nester können maximal Durchmesser von 35 Zentimeter bei einer Länge von 60 Zentimeter erreichen und enthalten dann etwa 3500 Zellen in fünf Wabenetagen, in der Regel bleiben sie aber deutlich kleiner. 
Ausgewachsene Nester enthalten etwa 100 bis 400 Arbeiterinnen. Junge Nester (im April/Mai) fallen manchmal durch eine nach unten zeigende, schornsteinartige Verlängerung der Nesthülle auf. Sie nistet gerne im menschlichen Siedlungsbereich, wo ihre Völker nicht selten erst im Spätsommer von den Anwohnern bemerkt werden. Dolichovespula maculata ist keine aggressive Art und verteidigt ihr Nest lediglich bei massiven Störungen.
Dolichovespula maculata bevorzugt lebende Beute, sie tritt nur selten an Aas oder menschlichen Vorräten auf. Beute sind neben Fliegen bevorzugt andere Wespenarten.

## Verbreitung
Die Art ist auf Nordamerika beschränkt und hier weit verbreitet und häufig. Sie kommt nördlich bis ins zentrale Alaska und südlich bis Florida, von der Ost- bis zur Westküste vor. Sie fehlt in den Trockengebieten des amerikanischen Südwestens, kommt aber entlang der Küste südlich bis ins mittlere Kalifornien vor. Die Art wurde einmal nach Neuseeland eingeschleppt.